# Gulfhaus Burwinkel 30
Das Gulfhaus Burwinkel 30 im niedersächsischen Elsfleth-Moorriem, Bauerschaft Burwinkel im Landkreis Wesermarsch, stammt aus dem frühen 20. Jahrhundert.

Aktuell (2023) wird es als Wohnhaus und gewerblich genutzt.
Das Gebäude steht unter Denkmalschutz (siehe auch Liste der Baudenkmale in Elsfleth).

## Beschreibung und Geschichte
Die Marschhufensiedlung Moorriem mit der südlichen Bauerschaft Burwinkel erstreckt sich über etwa 16 Kilometer, wurde nach 1062 gegründet und erhielt im 14. Jahrhundert die heutige Struktur mit den schmalen, oft extrem langgestreckten Parzellen. Im Abstand von ca. 50 bis 100 Metern liegen zahlreiche Hofstellen auf Wurten.
Das auf einer Wurt stehende giebelständige verklinkerte eingeschossige Wohn- und Wirtschaftsgebäude von um 1910 mit Krüppelwalmdach besteht aus
- der hinteren Gulfscheune,
- dem davorstehenden gleich breiten Wohnteil mit segmentbogigen Öffnungen und Rahmungen der Bögen
- sowie weiteren nicht denkmalgeschützten Nebenanlagen.

Das Landesdenkmalamt befand: „… geschichtliche Bedeutung … als beispielhaftes Gulfhaus des frühen 20. Jhs.“
Das Gulfhaus oder Ostfriesenhaus ist eine Bauernhausform, die im 16. und 17. Jahrhundert in Norddeutschland aufkam, als Scheune mit massiven Außenwänden und zumeist innerem Holzgerüst.